# Gonatocerus shakespearei
Gonatocerus shakespearei är en stekelart som beskrevs av Girault 1915. Gonatocerus shakespearei ingår i släktet Gonatocerus och familjen dvärgsteklar. Inga underarter finns listade i Catalogue of Life.